# ONE LOVE (GLAYのアルバム)
『ONE LOVE』（ワン ラブ）は日本のロックバンド、GLAYのメジャー6作目のオリジナル・アルバム、及び本作の収録曲の1つ。
2001年11月28日にポニーキャニオンよりリリースされた。

## 解説
2000年末から、ニューヨークにて録音された楽曲を収録。一部楽曲では、dj hondaとのコラボレーションによって制作された。エンジニアは、ブラー等を手がけたジョン・スミス（「MERMAID」のみ、他のGLAY作品も手がけているマイケル・ツィマリング）。
今作の制作に当たって、「GLAYの音楽性をもう1度見つめ直してみたかった。」と語っており、アルバムのテーマは特に決めず、メンバーが一番やりたいこと、言いたいこと、1個1個（の曲）が濃くて自分の生き様見たいなものを集めてやりたいと考えて制作していたと言う。その結果、いつもより倍くらいの曲数が集まったため、当初は2枚組で発売する話もあったが、結果的にはCD1枚に全18曲73分となり、GLAYのオリジナルアルバムの中でも、収録数・時間と共に、過去最多最長の内容となった。また、各楽曲も1曲ごとに世界観が異なっている。
今作はTAKUROの他にも、HISASHI、JIROが作詞作曲を手がけた楽曲がそれぞれ2曲ずつ収録されており、HISASHIの曲がアルバムに収録されたのは、本作品が初となる。特にHISASHIはソング・ライターとしても新しい側面を見せており、アルバム全体としても「HISASHIのギター・アプローチが自分が思い描いていたものと全然違うものになって返ってきていて、とても驚いた。」とJIROが述べ、また、音楽評論家の田家秀樹も「"音のキャラクター"ということで言えば、これまでのGLAYのアルバムの中でも傑出している。」と評価している。HISASHI曰く、「以前はシーケンサーの音とかが鳴っていないと自分の存在を音で表現できないような意識があったが、今作はそれを取り除き、空間があって楽器があれば音を出せるような曲を目指し、言いたいことをメロディーに乗せるシンプルな作業を心がけた。」と語っている。
本作のリリースに当たって、「嫉妬 (KURID/PHANTOM mix)」「Fighting Spirit」のプロモーション・ビデオが制作された。映画「インディー・ジョーンズ」のような秘宝探し冒険ファンタジーのストーリー・ビデオで、「Fighting Spirit」が前編、「嫉妬」が後編となっている。
タイトル名の由来は、2001年9月11日に発生したアメリカ同時多発テロ事件を受けたからとされている。また、HISASHIはこのテロを受けて、「このアルバムは完成しないかもしれない。」と思ったことがあったと語っている。
ジャケットに映っているプロペラ機は、航空科学博物館のYS-11に装飾を施したものである。
本作からわずか10ヶ月後にリリースされた『UNITY ROOTS & FAMILY,AWAY』とは兄弟作となっており、本作がバンドサウンド、ロック寄りの楽曲中心だったのに対し、『UNITY ROOTS & FAMILY,AWAY』はより情緒的な楽曲をまとめたものとなっている。

## 収録曲
1. ALL STANDARD IS YOU
TAKUROが今作で思い入れのある作品と語るオープニング曲。静かに刻まれるトラックに突如ギター・サウンドが響く、ロック・バラード調の楽曲。9・11テロ後に完成した作品でもあるため、TERU曰く「あの事件を受けた気持ちは詰め込まれていると思う」と述べている[1]。GLAYがパーソナリティーを務めていたラジオ番組において、TERUとTAKUROによる生演奏のアコースティックバージョンが披露された事がある。
2. WET DREAM
2000年にロング・タームで行なわれたアリーナ・ツアー時に、その原型が演奏・披露されていた曲。ふんだんに盛り込まれている歌詞を早口で唄う。WET DREAMとは夢精を意味する。
3. 嫉妬 (KURID/PHANTOM mix)
前曲からサウンド上で繋がった形で再生される。過去HISASHIの楽曲にアレンジャーとして参加した草間敬がアレンジの一端を担っている。アルバム曲ながら、ドラマ風のPVも制作され、『VIDEO GLAY 5』に収録された。ライフ「GLAY LIFE MASTER CARD」CMソング。また、「Fighting Spirit」のPVが、本作の前編となっている。
本アルバム発売時のラジオにおいてTAKUROは「この曲は『口唇』『誘惑』に続く“漢字2文字シリーズ”としてシングル候補に挙げたが、メンバーから総ボツを食らった」と話している。
タイトルに「KURID/PHANTOM mix」と表記されているが、既出曲ではない。
また「GLAY DOME TOUR 2001-2002 ONE LOVE」では、HISASHIがテルミンにエフェクターを接続して演奏している。
4. HIGHWAY NO.5
作詞・曲はJIRO。同年スタートしたドーム・ツアーにおいては、趣向を凝らした演出で披露された。
5. Fighting Spirit
サントリー「ダイエット（生）」CMソング。歌詞の最後の一節はTAKUROがYUKIと電話した際のYUKIの言葉が元となっている。また、アルバムのタイトルにする案もあったようである。PVが制作され、もう一つの「嫉妬」のPVは、本作の後編となっている。
2001年11月29日にミュージックステーションでTV初披露されたが、この日TAKUROが敬愛するビートルズのジョージ・ハリスンが他界した。演奏前にハリスンに対してコメントし、演奏時TAKUROはリッケンバッカー 335を使用。
6. ひとひらの自由 (Johnny the peace mix)
同年、限定生産・発売された24thシングルのアルバムバージョン。
7. THINK ABOUT MY DAUGHTER
曲調こそ速い、歌詞は自身の娘の成長を見守る親の視点で綴られている。当時TAKUROは独身であり、この曲の歌詞について「武田鉄矢っぽい」と冗談交じりに評していた。2000年の「GLAY ARENA TOUR 2000“HEAVY GAUGE”」で先行で披露されており、その時のタイトルは「LONELY」だった[2]。
8. VIVA VIVA VIVA
2000年には曲の原型が出来ており、「GLAY ARENA TOUR 2000“HEAVY GAUGE”」でのメンバー紹介及び2001年に開催されたGLAY EXPOにおいて、先行演奏・披露された楽曲。ライヴでは曲の間奏部分でTERUがオーディエンスを煽る様なパフォーマンスを見せていた。GLAYのメンバーによると「この曲が出来た時点で「ここではない、どこかへ」がセット・リストから消えた」という。
9. Prize
作詞・作曲HISASHI。ラブソングであり、今まで独特な世界観の作詞が多かったため周囲を驚かせたらしい[1]。
10. MERMAID
前年に発売された19thシングル。ベストアルバム『DRIVE-GLAY complete BEST』への収録はなかったため、今回初めてのアルバム収録となっている。歌詞の一部がシングルにおける表記と異なっているが、音源はシングルと同一である。
11. mister popcorn
JIRO作詞・曲。今作以降JIRO自身は歌詞を書くのを厭っていると思われる発言をしており、JIRO単独作詞曲としては「YOU」まで約12年半ブランクが開くこととなる。仮タイトル「目覚めはいつも」（TAKUROが勝手にそう呼んでいる）
12. 電気イルカ奇妙ナ嗜好
作詞・作曲共にHISASHIによる曲。ライヴにおいては映像と共に披露される事が多い。一部ボーカルと歌詞が異なる箇所がある。
13. STAY TUNED
同年夏に発売された23rdシングル。ニフティ「Broadband@nifty」CMソング。
14. 君が見つめた海
GLAYと親交関係にあるラジオDJのやまだひさしが好んでいたと云われる。TAKUROの祖母にあてた曲であり、一部TAKUROがボーカルをとっている。日本赤十字「はたちの献血キャンペーン」CMソングにも採用された。
15. 夢遊病
同年開催されたGLAY EXPOにおいて招待された紫雨林のYUNAとSKが、それぞれコーラス、ギターとして参加している。
16. Christmas Ring
スロー・バラード・タイプの楽曲。
17. GLOBAL COMMUNICATION
同年発売の22ndシングル。KDDI「M-UP GLAY PHONE」CMソング。歌詞に「ONE LOVE」という言葉が使われている。
シングル版とは微妙にミックスが異なっており、イントロのシンセの音量がやや小さく、演奏パートの音量が大きくなっている。
18. ONE LOVE 〜ALL STANDARD IS YOU reprise〜
同年開催されたGLAY EXPOにおいてエンディングにSEとして流れていた、HISASHIによるアレンジの楽曲。

## ONE LOVE Anthology
『ONE LOVE Anthology』(ワン・ラブ・アンソロジー)は、日本のロックバンドであるGLAYの6作目のアルバム『ONE LOVE』の復刻盤。

### 概要
- アンソロジーシリーズとしては8作目。
- 2CD+1Blu-rayの3枚組とブックレット付。DISC1には『ONE LOVE』の全18曲をリミックス・リマスタリングを施し収録。またDISC 2には、『ONE LOVE』の全18曲と「SPECIAL THANKS[注 1]」「BACK-UP[注 2]」の、全20曲のデモ音源を収録。更にブックレットには発売当時の撮り下ろし写真、アーティスト写真やジャケット写真のアウトテイクなどを全64ページで収録[5][6]。
- 本作よりリミックスを競紀之[注 3]、リマスタリングを前田康二が担当した。
- オリコン週間アルバムランキングでは、初週で6,757枚を売り上げ、9位を獲得[8]。これでグループによる「アルバムTOP10入り獲得作品数」を更新した[9]。

### 収録曲

#### DISC 1
ONE LOVE Remix & Remastering 2021
1. ALL STANDARD IS YOU
サビ以外では音量が抑えられ、サビで音量が一気に大きくなるようにリミックスされたが、これは競曰く「いろんな方がリミックスをやられていていろんなバージョンが存在するんですけど、純粋にオリジナルな音源を使ってやるのであれば、これくらいのメリハリはほしいなと。そういうところを表現した感じですね。メリハリと音の分離──そこを一番、意識しました。」とのこと[7]。
2. WET DREAM
次曲に繋いでいたアウトロが修正されている。
3. 嫉妬
前曲から繋がる形ではなく、フェードインから始まる。
4. HIGHWAY No.5
5. Fighting Spirit
競はリミックスにあたって本曲を「GLAY王道のドストレートなミディアムのロックなので遊ぶ要素がない」という理由で、一番苦労した曲として挙げた。また、競曰く「歌と楽曲が持っている良さを出すためにバランスを見直して、音の分離を意識したんですけれども、それを一度メンバーさんに投げたあとに「ここをもうちょっと…」というリクエストがありまして。最初に自分がミックスしたのはもうちょっと大人しい印象だったんですけど、意外にもTAKUROさんからは「(BOØWYの)「B・BLUE」ばりに派手にしてくれ」と言われまして。ドラムにはゲートリバーブ[10]みたいなのをかけてわざとああいうテイストにしています。」とのこと[7]。
6. ひとひらの自由
7. THINK ABOUT MY DAUGHTER
8. VIVA VIVA VIVA
9. Prize
10. MERMAID
この曲のみオリジナル音源のミキシング・エンジニアがMichael Zimmerlingだったため、競曰く「Michaelに敬意を表して…というわけではないんですけど、ギターにしても何にしてもアレンジが完璧に仕上がっていて、すべてが完璧に整っているので、あえて崩したくなかったので、「改めて私が丁寧にミックスさせていただきました」という感じですね(笑)」とのこと[7]。
11. mister popcorn
12. 電気イルカ奇妙ナ嗜好
13. STAY TUNED
14. 君が見つめた海
15. 夢遊病
16. Christmas Ring
17. GLOBAL COMMUNICATION
18. ONE LOVE 〜ALL STANDARD IS YOU reprise 2021〜
本曲のみリミックスをオリジナル盤同様、DJ HONDAが担当した[7]。

#### DISC 2
ONE LOVE Anthology Demo
1. ALL STANDARD IS YOU Demo
2. WET DREAM Demo
3. 嫉妬 Demo
4. HIGHWAY No.5 Demo
5. Fighting Spirit Demo
6. ひとひらの自由 Demo
7. THINK ABOUT MY DAUGHTER Demo
8. VIVA VIVA VIVA Demo
9. Prize Demo
10. MERMAID Demo
11. mister popcorn Demo
12. 電気イルカ奇妙ナ嗜好 Demo
13. STAY TUNED Demo
14. 君が見つめた海 Demo
15. 夢遊病 Demo
16. Christmas Ring Demo
17. GLOBAL COMMUNICATION Demo
18. ONE LOVE 〜ALL STANDARD IS YOU reprise 2021 ver.2〜
「ONE LOVE 〜ALL STANDARD IS YOU reprise 2021〜」の別バージョン[11]。
19. SPECIAL THANKS Demo
20. BACK-UP Demo

#### DISC 3
Blu-ray
- Member Meeting for GLAY EXPO 2001 "GLOBAL COMMUNICATION” Document
- Pre-production for GLOBAL COMMUNICATION Document
- ONE LOVE in 北京 Rehearsal & 赤坂BLITZ Live Digest
- GLAY EXPO 2001 Rehearsal Digest
- TOWER RECORDS SHIBUYA Presents GLAY FILM EVENT ONE LOVE
(※JIRO CM(NO MUSIC, NO LIFE.)・嫉妬/Fighting Spirit・ MUSIC VIDEO & Making ・etc.)
- ひとひらの自由 Multi Angle
  - TERU
  - TAKURO
  - HISASHI
  - JIRO
- Music Video
  - MERMAID
  - とまどい
  - SPECIAL THANKS
  - ひとひらの自由
- Making of Music Video
  - MERMAID
  - とまどい
  - SPECIAL THANKS
- TV SPOT
  - GLAY EXPO 2001 "GLOBAL COMMUNICATION" performance by TAKURO
  - SPECIAL THANKS
  - MERMAID
  - STAY TUNED
  - ONE LOVE ver.1/ver.2
  - ひとひらの自由
  - GLAY EXPO 2001 "GLOBAL COMMUNICATION”LIVE IN HOKKAIDO

## 参加ミュージシャン
- 永井利光 - ドラムス
- 小森茂生 - キーボード(#6)
- 佐久間正英 - キーボード、ピアノ、ギター、プログラミング
- dj honda - トラッキング(#1)
- 草間敬 - マニュピレーション(#3)
- Curtis King Jr. - コーラス(#6)
- Brenda White-King - コーラス(#6)
- Tawatha Agee - コーラス(#6)
- JIN SHIMAMURA - ナレーション(#13)
- KENZY(d.w.p) - シェイカー(#13)
- YUNA(紫雨林) - コーラス(#15)
- SK(紫雨林) - ギター演奏(#15)